# 诺伊恩施泰因 (巴登-符腾堡州)
诺伊恩施泰因（德語：Neuenstein，發音：[ˈnɔʏənˌʃtaɪn] ⓘ）是德国巴登-符腾堡州斯图加特行政区霍恩洛厄县的城市，面积47.84平方千米，2023年12月31日人口为6,722人。